# Вельдеманово
Вельдема́ново — село в городском округе Перевозский Нижегородской области. Население 424 (2010) человека

## Общая физико-географическая характеристика
Географическое положение
По автомобильным дорогам расстояние до областного центра города Нижнего Новгорода составляет 110 км, до административного центра города Перевоз — 13 км.
Часовой пояс
Вельдеманово, как и вся Нижегородская область, находится в часовой зоне МСК (московское время). Смещение применяемого времени относительно UTC составляет +3:00.

## История
В 1605 году в селе родился будущий московский патриарх Никон.
В качестве бортного села, крестьяне которого платили натуральный оброк мёдом, Вельдеманово известно со второй половины XVI века. Впервые оно упомянуто в Писцовой книге Василия Борисова 1588 года. В Писцовой книге население села Вельдеманово с деревнями в своём большинстве приписано к внутренним дворцовым административно-территориальным единицам Закудемского стана Нижегородского уезда, то есть к землям Нижегородского уезда, простирающимся в восточном направлении от Кудьмы. В 1588 году население села и окружавших его деревень, платившее оброки в казну, по своему этническому составу было в основном мордовским и при этом занималось бортничеством, охотой, рыболовством.
В первой половине XVII века служилое землевладение на территории Нижегородского уезда быстро развивалось, и подавляющее большинство населённых пунктов дворцовых волостей и административных образований мордвы и бортников (таких как, например, «Мордва Ватская», «Мордва Запьянская» — всего 7 мордовских территориальных образований) стали за это время владениями феодалов и перешли в Закудемский стан. В условиях массового перевода поселений в разряд вотчинных владений феодалов местное население активно искало поддержки в лице монастырей и церкви. Чтобы заручиться ею, крестьяне готовы были пойти на значительные уступки.
Неотъемлемым элементом инфраструктуры поволжских торговых сёл выступала таможня. При организации нижегородской сельской торговли в XVII веке таможенные избы обычно располагались непосредственно на торговой площади, посреди лавок и возов. В них собирались прибыли от питейных заведений, перевоза, торговли. С начала XVII века такая изба действовала в Вельдеманове. Другая таможенная изба, ближайшая к Вельдеманову, располагалась при этом в Шахманове.
Чаще всего сельский торг действовал один раз в неделю. В этот день к сельскому храму подъезжали крестьяне из окрестных сёл и деревень и с возов предлагали свой наработанный товар. Такие импровизированные, но быстро ставшие привычными еженедельные торги были и в Закудемском стане. Соответственно, если село было государственным, то деньги от торгов через откупщиков направлялись в государственную казну, если частновладельческим — владельцу имения. В самом начале XVII века торг в Вельдеманове был на откупе (его брали на откуп крестьяне этого же самого села, регулярно приносившие доход в государственную казну).
В 1614—1620 годах дворцовые земли начали активно раздаваться правительством в качестве поместий и вотчин. Это была политика государства, рассчитанная на укрепление и поднятие мощи боярского и дворянского сословий. В платёжницах 1646 года отмечается, что перешла в разряд поместных земель и территория дворцового села Вельдеманово.
К 1629 году Вельдеманово перешло в число вотчинных владений стольника Григория Алексеева сына Зюзина. Начальный период процесса раздачи дворцовых земель в вотчины и поместья отразила Писцовая книга Дмитрия Лодыгина 1621/22—1623/24 годов в части, касающейся землевладений Закудемского стана, а также Платёжная книга 1629 года, составленная на её основе. В указанной Писцовой книге при описании Закудемского стана был создан специальный раздел, обозначенный следующим образом: «Из государевых царёвых и великого князя Михаила Фёдоровича всея Руси Нижегородских посопных дворцовых и бортных сёл и из мордовских земель за вотчинники и за помещики». Как показывает анализ источников, большинство земель Закудемского стана с сёлами и деревнями, пашней, обширными лесными, в том числе бортными, угодьями отошли в вотчины не нижегородцам, а представителям знатнейших фамилий Московского государства того времени — князю Ивану Михайловичу Воротынскому, боярину Михаилу Борисовичу Шеину, боярину Семёну Васильевичу Головину, стольнику Борису Ивановичу Морозову, боярину князю Борису Михайловичу Лыкову, окольничему Артемию Васильевичу Измайлову и другим.
До 31 мая 2017 года Вельдеманово входило в состав Центрального сельсовета.

## Население
| 2002 | 2010 |
| ---- | ---- |
| 512  | ↘424 |

Национальный состав
Согласно результатам переписи 2002 года, в национальной структуре населения русские составляли 97 % из 512 человек.